# Ткачук Юрій Петрович
Юрій Петрович Ткачук (10 квітня 1963, Сімферополь) — радянський футболіст, який грав на позиції нападника. Відомий за виступами у складі сімферопольської «Таврії» у вищій лізі СРСР.

## Клубна кар'єра
Юрій Ткачук народився в Сімферополі. Розпочав займатися футболом у школі місцевої «Таврії», з 1978 рокуграв у дублюючому складі клубу, в 1979 році дебютував у дорослому футболі матчем за команду другої ліги «Атлантика» із Севастополя. Наступного року Ткачук повертається до «Таврії», а в 1981 році дебютує в основній команді клубу в матчі вищої ліги СРСР. У кінці сезону футболіст грав за дублюючий склад одеського «Чорноморця», проте за основну команду не зіграв, та повернувся до Сімферополя. У 1982 році грав за сімферопольську команду вже в першій лізі, протягом сезону зіграв 12 матчів. Завершив виступи на футбольних полях Юрій Ткачук по закінченні сезону 1983 року в складі севастопольської «Атлантики».